# Kim Min-su
Kim Min-su (Gwangju, 19 de enero de 2006) es un futbolista surcoreano que juega en la demarcación de extremo en el F. C. Andorra de la Segunda División de España.

## Biografía
Tras formarse como futbolista en las filas inferiores del C. F. Damm y del Girona f. C., finalmente debutó con el Girona F. C. "B" el 3 de octubre de 2022 en un partido contra el C. F. Peralada que finalizó con un resultado de 0-1 a favor del conjunto pereladense. Finalmente, el 19 de octubre de 2024, debutó con el primer equipo en un encuentro de Liga contra la Real Sociedad. Un mes después, el 5 de noviembre, hizo su debut en la Liga de Campeones de la UEFA contra el PSV Eindhoven. Durante la temporada, llegó a jugar otros cuatro partidos.
El 15 de julio de 2025 fue cedido por un año al F. C. Andorra.

## Clubes
Actualizado al último partido disputado el 16 de febrero de 2025.
| Club                   | País    | Año       | Partidos | Goles |
| ---------------------- | ------- | --------- | -------- | ----- |
| Girona F. C. "B"       | España  | 2022-2025 | 86       | 19    |
| Girona F. C.           | España  | 2024-2025 | 6        | 0     |
| F. C. Andorra (cedido) | Andorra | 2025-     |          |       |